# Токарівська сільська рада (Білозерський район)
Токарі́вська сільська́ ра́да — адміністративно-територіальна одиниця та орган місцевого самоврядування в Білозерському районі Херсонської області. Адміністративний центр — село Токарівка.

## Загальні відомості
- Територія ради: 3,351 км²
- Населення ради: 2 771 особа (на 2001 рік)
- Територією ради протікає річка Дніпро

## Населені пункти
Сільській раді підпорядковані населені пункти:
- с. Токарівка
- с. Іванівка
- с. Новотягинка

## Склад ради
Рада складається з 14 депутатів та сільського голови.
- Голова ради: Кузнєцова Ольга Олександрівна

### Керівний склад попередніх скликань
| Прізвище, ім'я, по батькові       | Основні відомості                                                 | Дата обрання | Дата звільнення |
| --------------------------------- | ----------------------------------------------------------------- | ------------ | --------------- |
| Симаков Йосип                     | Сільський голова                                                  | 1923         |                 |
| Кучеренко Петро Галактіонович     | Сільський голова                                                  | 1927         | 1930            |
| Довгань Андрій Тимофійович        | Сільський голова                                                  | 1930         | 1934            |
| Чорний Іван Петрович              | Сільський голова                                                  | 1934         | 1938            |
| Поперешняк Корній Семенович       | Сільськийголова                                                   | 1938         | 1941            |
| Величко Трохим Васильович         | Сільський голова                                                  | 12.03.1944   | 06.1944         |
| Буланий Кирило Якович             | Сільський голова                                                  | 1944         | 1945            |
| Чорний Іван Петрович              | Сільський голова                                                  | 1945         | 1948            |
| Запорожець Олексій Прокопович     | Сільський голова                                                  | 1948         | 1952            |
| Зіньов'єв Михайло Парфентійович   | Сільський голова                                                  | 1952         | 1955            |
| Ципляєв Володимир Прокопович      | Сільський голова                                                  | 1955         | 1956            |
| Липа Микола Герасимович           | Сільський голова                                                  | 1956         | 1960            |
| Устименко Петро Германович        | Сільський голова                                                  | 1961         | 1968            |
| Морозов Павло Йосипович           | Сільський голова                                                  | 1971         | 1972            |
| Дєдх Андрій Антонович             | Сільський голова                                                  | 1972         | 1976            |
| Микитас Іван Петрович             | Сільський голова                                                  | 1977         | 1978            |
| Нанай Андрій Павлович             | Сільський голова                                                  | 1978         | 1979            |
| Козаченко Микола Карпович         | Сільський голова                                                  | 1979         | 1982            |
| Письмак Павло Лук'янович          | Сільський голова                                                  | 1982         | 1986            |
| Завадський Віктор Кузьмич         | Сільський голова                                                  | 1986         | 1988            |
| Кривоносов Іван Данилович         | Сільський голова, 1957 року народження, освіта середня            | 1988         | 1999            |
| Топільницька Людмила Петрівна     | Сільський голова, 1952 року народження, освіта середня спеціальна | 1999         | 2002            |
| Кропивницький Віктор Аполінарович | Сільський голова, 1949 року народження                            | 2002         | 07.04.2006      |
| Мелешко Анатолій Миколайович      | Сільський голова, 1953 року народження, безпартійний              | 26.03.2006   | 31.10.2010      |
| Корінь Іван Іванович              | Сільський голова, 1958 року народження, освіта вища, безпартійний | 31.10.2010   | 04.11.2015      |
| Кузнєцова Ольга Олександрівна     | Сільський голова, 1986 року народження, освіта вища, безпартійна  | 25.10.2015   |                 |

Примітка: таблиця складена за даними сайту Верховної Ради України

### Депутати
За результатами місцевих виборів 2015 року депутатами ради стали:

#### За суб'єктами висування
| Суб'єкт висування | Кількість обраних депутатів | %   |
| ----------------- | --------------------------- | --- |
| Самовисування     | 14                          | 100 |

#### За округами
| № округу      | Прізвище, ім'я, по батькові    | Дата визнання обраним | Освіта              | Партійна приналежність | Відомості про обраного депутата                                       |
| ------------- | ------------------------------ | --------------------- | ------------------- | ---------------------- | --------------------------------------------------------------------- |
| Самовисування |                                |                       |                     |                        |                                                                       |
| 1             | Волкова Ольга Анатоліївна      | 04.11.2015            | вища                | позапартійна           | ЗАТ ’’ Таврійська будівельна компанія’’, заступник начальника кар'єра |
| 2             | Трошина Валентина Петрівна     | 04.11.2015            | середня             | позапартійна           | безробітна                                                            |
| 3             | Корсун Надія Василівна         | 04.11.2015            | середня             | позапартійна           | пенсіонерка                                                           |
| 4             | Тютюник Олександр Юрійович     | 04.11.2015            | вища                | позапартійний          | військовий пенсіонер                                                  |
| 5             | Смоленська Оксана Миколаївна   | 04.11.2015            | професійно-технічна | позапартійна           | Токарівська сільська рада, секретар                                   |
| 6             | Пенська Ірина Павлівна         | 04.11.2015            | професійно-технічна | позапартійна           | Дар'ївське ССТ, продавець                                             |
| 7             | Фоменко Сергій Федорович       | 04.11.2015            | сереня              | позапартійний          | Токарівська сільська рада, охоронець                                  |
| 8             | Поет Олена Іванівна            | 04.11.2015            | професійно-технічна | позапартійна           | КЗ "Новотягинський СБК", директор                                     |
| 9             | Биков Олександр Миколайович    | 27.12.2015            | середня             | позапартійний          | Токарівське комунальне підприємство, начальник                        |
| 10            | Котенко Оксана Михайлівна      | 04.11.2015            | середня             | позапартійна           | КЗ "Токарівська сільська бібліотека", завідувач                       |
| 11            | Новосільська Марія Анатоліївна | 04.11.2015            | вища                | позапартійна           | Токарівська ЗОШ І-ІІІ ступенів, вчитель                               |
| 12            | Стасюк Оксана Сергіївна        | 04.11.2015            | вища                | позапартійна           | Токарівська сільська рада, інспектор військово-облікового бюро        |
| 13            | Рубан Тетяна Сергіївна         | 04.11.2015            | середня             | позапартійна           | безробітна                                                            |
| 14            | Бородін Андрій Іванович        | 04.11.2015            | середня спеціальна  | позапартійний          | Токарівська бригада швидкої допомоги, фельдшер                        |

## Населення
Згідно з переписом УРСР 1989 року чисельність наявного населення сільської ради становила 2757 осіб, з яких 1298 чоловіків та 1459 жінок.
За переписом населення України 2001 року в сільській раді мешкало 2757 осіб.

### Мова
Розподіл населення за рідною мовою за даними перепису 2001 року:
| Мова       | Відсоток |
| ---------- | -------- |
| українська | 93,40 %  |
| російська  | 6,39 %   |
| білоруська | 0,11 %   |
| болгарська | 0,11 %   |